# トロメン
トロメン（Tromen）は、アルゼンチンの西部にある成層火山である。標高3,978m。
トロメンは、ネグロデルトロメン火山のより古いカルデラの上に上昇してできた火山である。
周辺のトロメン湖を含む地域はエル・トロメン州立公園に指定されている。一帯は固有種のトカゲのLiolaemus punmahuidaの生息地であり、数種の水鳥の休憩地と餌場である。パタゴニアを代表するアンデス山脈の高山湿地として、2006年にラムサール条約登録地となった。